# Iglesia de Nuestra Señora de la Consolación (Cabezas Rubias)
La Parroquia de Nuestra Señora de la Consolación es un templo católico situado en la localidad de Cabezas Rubias.

## Historia
Consta que en el siglo XVIII fue demolida la nave única del templo existente, respetando la cabecera para la ampliación de la iglesia que hoy conocemos. Esta ampliación, necesario por el crecimiento de la población, fue proyectada en 1752 por Francisco Muñoz, aunque fue redefinida en 1757 por Pedro de Silva, quien traza bóvedas, portadas y espadaña. En 1758 es renovada la armadura del crucero por Esteban de Paredes.

## Descripción
El edificio responde al lenguaje barroco de mediados del siglo XVIII. Tiene planta de cruz latina y una única nave, con capillas-hornacina entre los contrafuertes interiores. La portada principal se resuelve con una puerta adintelada escoltada por pilastras toscanas y frontón triangular sobre el que se abre un óculo rodeado por la cornisa que recorre la fachada. La corona una espadaña de dos cuerpos con vanos de medio punto. Las portadas laterales repiten, con menor monumentalidad, el esquema de la principal.
El interior del templo no cuenta con muchas piezas de interés artístico debido a los saqueos en los reiterados conflictos fronterizos con Portugal y el ocurrido al inicio de la Guerra Civil. Cabe destacar la pila de agua bendita, de 1696, originalmente la taza de la pila bautismal que mandó realizar el arzobispo Jaime de Palafox en se segunda visita pastoral. La imagen de la dolorosa fue tallada en 1950 por Sebastián Santos. En la sacristía se conservan un Niño Jesús de talla popular del siglo XVIII con potencias de plata de la misma época, un cáliz de plata sobredorada del siglo XVII y un copón del mismo material. Realizado por José Alexandre en 1769, fue donado por el comisario del Santo Oficio Domingo de Mora.